# Toyota Grand Prix of Long Beach 2012
Der Toyota Grand Prix of Long Beach 2012 fand am 15. April auf dem Long Beach Grand Prix Circuit in Long Beach, Kalifornien, Vereinigte Staaten statt und war das dritte Rennen der IndyCar-Series-Saison 2012. Es war der 38. Toyota Grand Prix of Long Beach.

## Berichte

### Hintergrund
Nach dem Honda Indy Grand Prix of Alabama führte Hélio Castroneves in der Fahrerwertung mit zwei Punkten vor Scott Dixon und neun Punkten auf Will Power. Bei den Motorenherstellern führte Chevrolet mit 6 Punkten vor Honda und mit 10 Punkten vor Lotus.
Zum Toyota Grand Prix of Long Beach wurde eine neue Regelung für den gesamten Kurs umfassende Gelbphasen, sogenannte Full-Course-Caution, eingeführt. Bisher wurde die Boxengasse bei jeder Full-Course-Caution gesperrt und erst freigegeben, nachdem alle Piloten hinter dem Safety Car aufgereiht waren. Ab diesem Grand Prix blieb die Boxengasse zukünftig bei allen Rennen auf Nicht-Ovalen bei Full-Course-Cautions ohne Notsituation offen. Für Notsituationen galt die bisherige Regelung weiterhin.
Im Vorfeld des Rennens gab Chevrolet bekannt, dass alle elf Chevrolet-Piloten ihren Motor vorzeitig wechseln mussten. Bei Testfahrten wurde ein Defekt am Motor von James Hinchcliffe festgestellt, woraufhin eine genauere Untersuchung ergab, dass bei sämtlichen Motoren ein Problem an der Motorsteuerung nicht auszuschließen war. Da die Motoren noch keine Laufzeit von 1850 Meilen erreicht hatten, wurden alle Chevrolet-Piloten in der Startaufstellung um 10 Positionen nach hinten versetzt. Darüber hinaus wurden vor dem Rennen auch die Lotus-Motoren bei Sébastien Bourdais, Katherine Legge und Oriol Servià vorzeitig ausgetauscht.
Mit Bourdais (dreimal), Castroneves, Power, Dario Franchitti, Ryan Hunter-Reay und Mike Conway (je einmal) traten sechs ehemalige Sieger zu diesem Grand Prix an.

### Training
Der erste Trainingstag war von regnerischen Bedingungen geprägt. Am ersten Training nahmen 19 von 26 Fahrern teil. Im Verlauf des ersten Training trocknete die Strecke ab, sodass einige Piloten auf Slicks wechselten. Marco Andretti erzielte die schnellste Runde vor Takuma Satō und Conway. Kurz vor Ende des Trainings gab es eine Unterbrechung nach parallelen Unfällen von Satō und Simona de Silvestro. Im zweiten Training regnete es so stark, dass nur zwei Piloten auf die Strecke gingen. Franchitti beendete eine Installationsrunde, sein Teamkollege Dixon schied während dieser aus. Darauf gab es eine rote Flagge zur Bergung des Fahrzeugs. Anschließend ging kein weiterer Fahrer auf die Strecke.
Am dritten Training am Samstag war es trocken. Das Training wurde nach Zwischenfällen sechsmal unterbrochen. Power war der schnellste Pilot vor Hunter-Reay und Castroneves.

### Qualifying
Der erste Abschnitt des Zeitentrainings wurde in zwei Gruppen ausgetragen. Die sechs schnellsten Piloten jeder Gruppe kamen ins zweite Segment. Die restlichen Startpositionen wurden aus dem Ergebnis des ersten Qualifyingabschnitts bestimmt, wobei den Fahrern der ersten Gruppe die ungeraden Positionen ab 13, und den Fahrern der zweiten Gruppe die geraden Positionen ab 14 zugewiesen wurden. In der ersten Gruppe fuhr Ryan Briscoe die schnellste Runde, in der zweiten Gruppe war Josef Newgarden der schnellste Pilot. Alle Lotus-Piloten schieden in diesem Segment aus.
Im zweiten Segment der Qualifikation qualifizierten sich die sechs schnellsten Fahrer für den finalen Abschnitt. Power erzielte die schnellste Runde. Im letzten Abschnitt, dem so genannten Firestone Fast Six, erzielte Briscoe die schnellste Zeit vor Power, Hunter-Reay, Franchitti, E. J. Viso und Hinchcliffe. Briscoe erhielt den Bonuspunkt und das Preisgeld für die Pole-Position, wegen des vorzeitigen Motorenwechsels aller Chevrolet-Piloten ging er jedoch vom elften Platz ins Rennen.
Die erste Startposition erhielt Franchitti, der als einziger Pilot der Firestone Fast Six mit einem Honda-Motor fuhr. Von den Plätzen zwei und drei starteten Newgarden und Justin Wilson.

### Abschlusstraining
Im Abschlusstraining am Sonntagmorgen kam es innerhalb der 30-minütigen Trainingssitzung zu vier Unterbrechungen. Schnellster Pilot war Hunter-Reay vor Dixon und Rubens Barrichello.

### Rennen
Beim Start zum Toyota Grand Prix of Long Beach kam es zu einer Berührung der ersten zwei Piloten. Während Franchitti weiter fuhr, schied Newgarden aus. Zur Bergung des Fahrzeugs kam es zu einer Gelbphase. Im Anschluss an die Gelbphase verlor Franchitti nach vier Runden die Führung an Wilson und fiel im Verlauf des Rennens weiter zurück. In einer Kollision mit Briscoe beschädigte er sich seinen Frontflügel und musste einen Reparaturstopp einlegen. Franchitti wurde überrundet und stellte das Fahrzeug in der 82 von 85 Runden mit mechanischen Problemen ab.
In der 20. Runde übernahm Satō die Führung und es kam zu einer Gelbphase, da Bourdais in Kurve 9 stand. Das Auto nahm das Rennen schnell wieder auf und es kam in der 22. Runde zum Restart. Eine Runde später kam es zu einer weiteren Gelbphase, da es an drei Stellen unabhängig voneinander zu Unfällen kam. Unter anderem kollidierten Andretti und Graham Rahal miteinander, wodurch das Rennen für beide beendet war. Andretti versuchte an seinem Gegner vorbeizufahren, doch Rahal wechselte die Linie, sodass die Fahrzeuge kollidierten. Andretti wurde dabei in den Reifenstapel befördert. Er hatte dabei Glück, dass er sich nicht überschlug. Die Rennleitung erkannte in dem Handeln von Rahal einen Verstoß der Regeln 9.3.2 (Blockieren) und 9.3.3 (vermeidbarer Kontakt), weshalb Rahal eine Bewährungsstrafe bis einschließlich des 23. Juni 2012 erhielt.
Bevor das Rennen in der 30. Runde wieder freigegeben wurde, schied Dixon mit technischen Problemen aus. Es kam zu keinen weiteren Gelbphasen und es entwickelte sich schließlich ein Duell um den Sieg zwischen Power und Simon Pagenaud. Power setzte auf einen Zwei-Stopp-Strategie und musste dadurch zum Ende des Rennens Treibstoff sparen, während Pagenaud eine Drei-Stopp-Strategie anwendete und somit keinen Sprit sparen musste. Pagenaud holte zum Ende des Rennens hin auf Power auf.
Power behielt eine knappe Führung bis ins Ziel und gewann das Rennen vor Pagenaud. Bis zur letzten Runde lag Satō auf dem dritten Platz. Er kollidierte jedoch in der letzten Runde mit Hunter-Reay und blieb auf der Strecke stehen. Beide Piloten gaben jeweils dem Anderen die Schuld an der Kollision. Satō wurde als Achter gewertet. Hunter-Reay fuhr als Dritter über die Ziellinie. Da ihm die Rennleitung jedoch die Schuld an der Kollision gab, wurde er mit 30 Strafsekunden belegt und als Sechster gewertet. Auf dem dritten Platz war somit Hinchcliffe. Es waren die ersten Podest-Platzierungen für Pagenaud und Hinchcliffe. Vierter wurde Tony Kanaan, der sich im Rennen vom 19. Startplatz aus auf diese Position verbesserte. Kanaan erzielte zudem die schnellste Runde. Darüber hinaus erreichten Hildebrand und Briscoe als Fünfter bzw. Siebter in der Führungsrunde das Ziel.
Während die ersten Piloten schon im Ziel waren, kam es in der letzten Kurve zu einer Kollision zwischen Barrichello, Castroneves und Jakes, bei der die Rennstrecke blockiert wurde und neben diesen drei Piloten sämtliche Fahrer, die hinter ihnen fuhren, nicht mehr ins Ziel fahren konnten. Barrichello und Wilson wurden auf den Plätzen neun und zehn gewertet und vervollständigten somit die Top 10.
Obwohl alle Chevrolet-Piloten aufgrund eines vorzeitigen Motorenwechsels in der Startaufstellung um 10 Positionen nach hinten versetzt worden waren und Briscoe als Elfter der vorderste Chevrolet-Fahrer in der Startaufstellung war, waren am Rennende sieben Chevrolet- und drei Honda-Piloten in den Top 10.
Mit dem Sieg übernahm Power die Führung in der Fahrerwertung von seinem Teamkollegen Castroneves, der auf den zweiten Platz zurückfiel. Pagenaud verbesserte sich auf den dritten Rang. Bei den Motorenherstellern blieb das Klassement unverändert.

## Meldeliste
Alle Teams und Fahrer verwendeten das Chassis Dallara DW12 mit einem Aero-Kit von Dallara und Reifen von Firestone.
| Team                                   | Nr. | Fahrer              | Motor     |
| -------------------------------------- | --- | ------------------- | --------- |
| Team Penske                            | 02  | Ryan Briscoe        | Chevrolet |
| Team Penske                            | 03  | Hélio Castroneves   | Chevrolet |
| Team Penske                            | 12  | Will Power          | Chevrolet |
| Panther Racing                         | 04  | J. R. Hildebrand    | Chevrolet |
| KV Racing Technology                   | 05  | E. J. Viso          | Chevrolet |
| KV Racing Technology                   | 08  | Rubens Barrichello  | Chevrolet |
| Lotus-Dragon Racing                    | 06  | Katherine Legge     | Lotus     |
| Lotus-Dragon Racing                    | 07  | Sébastien Bourdais  | Lotus     |
| Target Chip Ganassi Racing             | 09  | Scott Dixon         | Honda     |
| Target Chip Ganassi Racing             | 10  | Dario Franchitti    | Honda     |
| KV Racing Technology w/SH              | 11  | Tony Kanaan         | Chevrolet |
| A. J. Foyt Enterprises                 | 14  | Mike Conway         | Honda     |
| Rahal Letterman Lanigan                | 15  | Takuma Satō         | Honda     |
| Dale Coyne Racing                      | 18  | Justin Wilson       | Honda     |
| Dale Coyne Racing                      | 19  | James Jakes         | Honda     |
| Ed Carpenter Racing                    | 20  | Ed Carpenter        | Chevrolet |
| Lotus – DRR                            | 22  | Oriol Servià        | Lotus     |
| Andretti Autosport                     | 26  | Marco Andretti      | Chevrolet |
| Andretti Autosport                     | 27  | James Hinchcliffe   | Chevrolet |
| Andretti Autosport                     | 28  | Ryan Hunter-Reay    | Chevrolet |
| Service Central Chip Ganassi Racing    | 38  | Graham Rahal        | Honda     |
| Sarah Fisher Hartman Racing            | 67  | Josef Newgarden     | Honda     |
| Schmidt-Hamilton Motorsports           | 77  | Simon Pagenaud      | Honda     |
| Lotus-HVM Racing                       | 78  | Simona de Silvestro | Lotus     |
| Novo Nordisk Chip Ganassi Racing       | 83  | Charlie Kimball     | Honda     |
| Bryan Herta Autosport w/Curb-Agajanian | 98  | Alex Tagliani       | Lotus     |

Quelle: 

## Klassifikationen

### Qualifying
| Pos. | Fahrer              | Team                                   | Fahrzeug          | Gruppe 1  | Gruppe 2  | Top 12    | FF6       | Start |
| ---- | ------------------- | -------------------------------------- | ----------------- | --------- | --------- | --------- | --------- | ----- |
| 01   | Ryan Briscoe        | Team Penske                            | Dallara-Chevrolet | 1:09,3277 | —         | 1:09,0100 | 1:08,6089 | 11    |
| 02   | Will Power          | Team Penske                            | Dallara-Chevrolet | —         | 1:09,4780 | 1:08,8516 | 1:08,7073 | 12    |
| 03   | Ryan Hunter-Reay    | Andretti Autosport                     | Dallara-Chevrolet | —         | 1:09,5667 | 1:08,9054 | 1:08,7163 | 13    |
| 04   | Dario Franchitti    | Target Chip Ganassi Racing             | Dallara-Honda     | —         | 1:09,6044 | 1:08,9839 | 1:09,0327 | 01    |
| 05   | E. J. Viso          | KV Racing Technology                   | Dallara-Chevrolet | 1:09,4786 | —         | 1:09,0221 | 1:09,0634 | 15    |
| 06   | James Hinchcliffe   | Andretti Autosport                     | Dallara-Chevrolet | 1:09,6733 | —         | 1:09,0396 | 1:09,2109 | 16    |
| 07   | Josef Newgarden     | Sarah Fisher Hartman Racing            | Dallara-Honda     | —         | 1:09,2455 | 1:09,0697 | —         | 02    |
| 08   | Hélio Castroneves   | Team Penske                            | Dallara-Chevrolet | —         | 1:09,8526 | 1:09,0846 | —         | 18    |
| 09   | Justin Wilson       | Dale Coyne Racing                      | Dallara-Honda     | 1:09,6204 | —         | 1:09,0910 | —         | 03    |
| 10   | Tony Kanaan         | KV Racing Technology w/SH              | Dallara-Chevrolet | 1:09,7545 | —         | 1:09,1987 | —         | 19    |
| 11   | Simon Pagenaud      | Schmidt-Hamilton Motorsports           | Dallara-Honda     | —         | 1:09,6351 | 1:09,2078 | —         | 04    |
| 12   | Scott Dixon         | Target Chip Ganassi Racing             | Dallara-Honda     | 1:09,5623 | —         | 1:09,3658 | —         | 05    |
| 13   | Takuma Satō         | Rahal Letterman Lanigan                | Dallara-Honda     | 1:09,9000 | —         | —         | —         | 06    |
| 14   | Mike Conway         | A. J. Foyt Enterprises                 | Dallara-Honda     | —         | 1:09,8868 | —         | —         | 07    |
| 15   | Graham Rahal        | Service Central Chip Ganassi Racing    | Dallara-Honda     | 1:09,9796 | —         | —         | —         | 08    |
| 16   | J. R. Hildebrand    | Panther Racing                         | Dallara-Chevrolet | —         | 1:10,3794 | —         | —         | 20    |
| 17   | Charlie Kimball     | Novo Nordisk Chip Ganassi Racing       | Dallara-Honda     | 1:10,0188 | —         | —         | —         | 09    |
| 18   | Marco Andretti      | Andretti Autosport                     | Dallara-Chevrolet | —         | 1:10,5939 | —         | —         | 21    |
| 19   | Rubens Barrichello  | KV Racing Technology                   | Dallara-Chevrolet | 1:10,0651 | —         | —         | —         | 22    |
| 20   | Oriol Servià        | Lotus – DRR                            | Dallara-Lotus     | —         | 1:10,6835 | —         | —         | 23    |
| 21   | Alex Tagliani       | Bryan Herta Autosport w/Curb-Agajanian | Dallara-Lotus     | 1:10,8168 | —         | —         | —         | 10    |
| 22   | James Jakes         | Dale Coyne Racing                      | Dallara-Honda     | —         | 1:10,7579 | —         | —         | 14    |
| 23   | Ed Carpenter        | Ed Carpenter Racing                    | Dallara-Chevrolet | 1:11,4519 | —         | —         | —         | 24    |
| 24   | Sébastien Bourdais  | Lotus-Dragon Racing                    | Dallara-Lotus     | —         | 1:10,8154 | —         | —         | 25    |
| 25   | Katherine Legge     | Lotus-Dragon Racing                    | Dallara-Lotus     | 1:12,1142 | —         | —         | —         | 26    |
| 26   | Simona de Silvestro | Lotus-HVM Racing                       | Dallara-Lotus     | —         | 1:12,0590 | —         | —         | 17    |

Anmerkungen
1. 1 2 3 4 5 6 7 8 9 10 11  Chevrolet wechselte vor dem Rennen alle Motoren, weshalb alle Chevrolet-Piloten um zehn Positionen nach hinten versetzt wurden.
2. ↑  Oriol Servià wurde aufgrund eines vorzeitigen Motorenwechsels um zehn Positionen nach hinten versetzt.
3. ↑  Sébastien Bourdais wurde aufgrund eines vorzeitigen Motorenwechsels um zehn Positionen nach hinten versetzt.
4. ↑  Katherine Legge wurde aufgrund eines vorzeitigen Motorenwechsels um zehn Positionen nach hinten versetzt.

Quellen: 

### Rennen
| Pos. | Fahrer              | Team                                   | Fahrzeug          | Runden | Zeit         | Start | Führungsrunden |
| ---- | ------------------- | -------------------------------------- | ----------------- | ------ | ------------ | ----- | -------------- |
| 01   | Will Power          | Team Penske                            | Dallara-Chevrolet | 85     | 1:54:01,6082 | 12    | 15             |
| 02   | Simon Pagenaud      | Schmidt-Hamilton Motorsports           | Dallara-Honda     | 85     | + 0,8675     | 04    | 26             |
| 03   | James Hinchcliffe   | Andretti Autosport                     | Dallara-Chevrolet | 85     | + 13,2719    | 16    | 0              |
| 04   | Tony Kanaan         | KV Racing Technology w/SH              | Dallara-Chevrolet | 85     | + 18,1951    | 19    | 0              |
| 05   | J. R. Hildebrand    | Panther Racing                         | Dallara-Chevrolet | 85     | + 22,9947    | 20    | 0              |
| 06   | Ryan Hunter-Reay    | Andretti Autosport                     | Dallara-Chevrolet | 85     | + 42,5631    | 13    | 04             |
| 07   | Ryan Briscoe        | Team Penske                            | Dallara-Chevrolet | 85     | + 1:44,1271  | 11    | 05             |
| 08   | Takuma Satō         | Rahal Letterman Lanigan                | Dallara-Honda     | 84     | DNF          | 06    | 16             |
| 09   | Rubens Barrichello  | KV Racing Technology                   | Dallara-Chevrolet | 84     | DNF          | 22    | 0              |
| 10   | Justin Wilson       | Dale Coyne Racing                      | Dallara-Honda     | 84     | DNF          | 03    | 15             |
| 11   | James Jakes         | Dale Coyne Racing                      | Dallara-Honda     | 84     | DNF          | 14    | 0              |
| 12   | E. J. Viso          | KV Racing Technology                   | Dallara-Chevrolet | 84     | + 1 Runde    | 15    | 0              |
| 13   | Hélio Castroneves   | Team Penske                            | Dallara-Chevrolet | 84     | DNF          | 18    | 0              |
| 14   | Ed Carpenter        | Ed Carpenter Racing                    | Dallara-Chevrolet | 83     | + 2 Runden   | 24    | 0              |
| 15   | Dario Franchitti    | Target Chip Ganassi Racing             | Dallara-Honda     | 82     | DNF          | 01    | 04             |
| 16   | Oriol Servià        | Lotus – DRR                            | Dallara-Lotus     | 82     | DNF          | 23    | 0              |
| 17   | Sébastien Bourdais  | Lotus-Dragon Racing                    | Dallara-Lotus     | 82     | + 3 Runden   | 25    | 0              |
| 18   | Charlie Kimball     | Novo Nordisk Chip Ganassi Racing       | Dallara-Honda     | 80     | DNF          | 09    | 0              |
| 19   | Katherine Legge     | Lotus-Dragon Racing                    | Dallara-Lotus     | 80     | + 5 Runden   | 26    | 0              |
| 20   | Simona de Silvestro | Lotus-HVM Racing                       | Dallara-Lotus     | 74     | DNF          | 17    | 0              |
| 21   | Alex Tagliani       | Bryan Herta Autosport w/Curb-Agajanian | Dallara-Lotus     | 46     | DNF          | 10    | 0              |
| 22   | Mike Conway         | A. J. Foyt Enterprises                 | Dallara-Honda     | 41     | DNF          | 07    | 0              |
| 23   | Scott Dixon         | Target Chip Ganassi Racing             | Dallara-Honda     | 27     | DNF          | 05    | 0              |
| 24   | Graham Rahal        | Service Central Chip Ganassi Racing    | Dallara-Honda     | 23     | DNF          | 08    | 0              |
| 25   | Marco Andretti      | Andretti Autosport                     | Dallara-Chevrolet | 22     | DNF          | 21    | 0              |
| 26   | Josef Newgarden     | Sarah Fisher Hartman Racing            | Dallara-Honda     | 0      | DNF          | 02    | 0              |

Quellen: 

#### Führungsabschnitte
| Abschnitt | Runden | Fahrer           |
| --------- | ------ | ---------------- |
| 01        | 1–4    | Dario Franchitti |
| 02        | 5–19   | Justin Wilson    |
| 03        | 20–27  | Takuma Satō      |
| 04        | 28     | Ryan Hunter-Reay |
| 05        | 29–33  | Ryan Briscoe     |
| 06        | 34–47  | Simon Pagenaud   |
| 07        | 48–55  | Takuma Satō      |
| 08        | 56–58  | Ryan Hunter-Reay |
| 09        | 59–70  | Simon Pagenaud   |
| 10        | 71–85  | Will Power       |

Quellen: 

#### Gelbphasen
| Nr. | Dauer | Runden | Grund für Gelbphase |
| --- | ----- | ------ | --- |
| 1   | 1–3   | 3      | Kontakt: Dario Franchitti (#10) und Josef Newgarden (#67) in Kurve 1                                                                             |
| 2   | 20–21 | 2      | Kontakt: Sébastien Bourdais (#7) in Kurve 9 |
| 3   | 23–29 | 7      | Kontakt: Alex Tagliani (#98) auf der Start-Ziel-Geraden, Marco Andretti (#26) und Graham Rahal (#38) in Kurve 8, Katherine Legge (#6) in Kurve 9 |

Quellen: 

## Punktestände nach dem Rennen

### Fahrerwertung
Die Punktevergabe wird hier erläutert.
| Pos. | Fahrer             | Punkte |
| ---- | ------------------ | ------ |
| 01.  | Will Power         | 127    |
| 02.  | Hélio Castroneves  | 103    |
| 03.  | Simon Pagenaud     | 100    |
| 04.  | Scott Dixon        | 96     |
| 05.  | James Hinchcliffe  | 95     |
| 06.  | Ryan Hunter-Reay   | 81     |
| 07.  | Ryan Briscoe       | 73     |
| 08.  | Graham Rahal       | 62     |
| 09.  | Rubens Barrichello | 59     |

| Pos. | Fahrer             | Punkte |
| ---- | ------------------ | ------ |
| 10.  | J. R. Hildebrand   | 57     |
| 11.  | Tony Kanaan        | 54     |
| 12.  | E. J. Viso         | 54     |
| 13.  | Justin Wilson      | 52     |
| 14.  | Dario Franchitti   | 52     |
| 15.  | Mike Conway        | 50     |
| 16.  | Takuma Satō        | 48     |
| 17.  | Sébastien Bourdais | 47     |
| 18.  | Marco Andretti     | 45     |

| Pos. | Fahrer              | Punkte |
| ---- | ------------------- | ------ |
| 19.  | Oriol Servià        | 45     |
| 20.  | Charlie Kimball     | 44     |
| 21.  | James Jakes         | 43     |
| 22.  | Josef Newgarden     | 42     |
| 23.  | Ed Carpenter        | 40     |
| 24.  | Alex Tagliani       | 37     |
| 25.  | Katherine Legge     | 36     |
| 26.  | Simona de Silvestro | 36     |

### Herstellerwertung
| Pos. | Hersteller | Punkte |
| ---- | ---------- | ------ |
| 01.  | Chevrolet  | 27     |
| 02.  | Honda      | 18     |
| 03.  | Lotus      | 12     |